# NGC 4073
NGC 4073 este o astronomical radio source⁠(d) situată în constelația Fecioara. A fost descoperită în 20 decembrie 1784 de către William Herschel. Se află la o distanță de 85,3 de megaparseci de Pământ.